# Harmons
 Harmons Grocery Company er en amerikansk dagligvarekæde med 20 supermarkeder i Utah og hovedkvarter i West Valley City.
I 1932 åbnede George Reese (Jake) Harmon og hans kone Irene en mindre købmandsforretning "The Market Spot" som solgte frugt og grøntsager.